# Quando soffia il vento (fumetto)
Quando soffia il vento (When the Wind Blows) è una graphic novel del 1982 scritta e illustrata da Raymond Briggs. L'opera è una satira sociale e una riflessione sulla guerra nucleare e le sue conseguenze, raccontata attraverso una coppia di pensionati, Jim e Hilda Bloggs. Il fumetto combina umorismo e dramma, utilizzando uno stile di disegno semplice ma efficace, capace di esprimere sia la quotidianità che l'angoscia della minaccia nucleare.

## Trama
Il libro segue la storia dei coniugi Bloggs, una coppia già apparsa nel libro Gentleman Jim. Un pomeriggio, la coppia sente un messaggio alla radio che annuncia un "inizio delle ostilità" previsto entro tre giorni. Jim inizia subito la costruzione di un rifugio antiatomico, seguendo le istruzioni contenute in un opuscolo governativo intitolato Protect and Survive, che ha recuperato da una biblioteca pubblica. Nel frattempo, i due ricordano la Seconda guerra mondiale. Questi ricordi vengono usati sia a fini comici sia per mostrare come la situazione geopolitica sia cambiata, ma anche come la nostalgia abbia offuscato gli orrori della guerra. Un tema costante è l'ottimismo di Jim e la sua incrollabile fiducia che il governo sappia cosa sia meglio e abbia tutto sotto controllo, contrapposta ai tentativi di Hilda di condurre una vita normale.
Durante i preparativi, l'azione viene interrotta da illustrazioni cupe a doppia pagina: la prima mostra un missile nucleare su una rampa di lancio, con la didascalia “NEL FRATTEMPO, IN UNA PIANURA LONTANA...”, la seconda uno squadrone di A-10 Warthog, con la didascalia “NEL FRATTEMPO, NEL CIELO LONTANO...”, e la terza un sottomarino nucleare, con la dicitura “NEL FRATTEMPO, IN UN OCEANO LONTANO...”.
I Bloggs vengono poi informati dell'arrivo di missili nemici diretti verso l'Inghilterra e si rifugiano appena in tempo prima di un'esplosione nucleare. Trascorrono il primo giorno all'interno del rifugio; dal secondo giorno iniziano però ad accusare dolori e stanchezza, segno dell'avvenuta esposizione alle radiazioni. Cominciano a muoversi per la casa, aumentando ulteriormente l'esposizione al fallout radioattivo. Imperterriti, cercano di continuare la loro vita come se fossero di nuovo ai tempi della guerra. Scoprono che la casa è devastata, con acqua ed elettricità tagliate.
Il terzo giorno, a causa di un'errata interpretazione dei foglietti informativi del governo, credono di dover rimanere nel rifugio solo due giorni invece di due settimane. Così, escono all'aperto e scoprono che il giardino e probabilmente tutta la zona circostante sono ridotti a una landa desolata, con alberi e erba morti. Non si sentono più i suoni abituali come i treni; Hilda pensa che la bomba abbia portato un bel tempo, poiché la giornata è luminosa, calda e quasi senza nuvole (in contrasto con l'inverno nucleare mostrato nel film). Mentre sono fuori, notano l'odore di carne arrostita, senza rendersi conto che proviene dai cadaveri bruciati dei loro vicini.
Jim e Hilda mostrano una notevole confusione sulla gravità della situazione post-attacco nucleare, generando momenti comici ma anche profondamente tragici: ad esempio, continuano a ripetere che dovrebbero uscire per fare rifornimenti. Con il passare dei giorni e l'esaurimento dell'acqua di emergenza, iniziano a raccogliere acqua piovana. Anche se hanno l'accortezza di bollirla, l'acqua è comunque contaminata dalle radiazioni. La loro situazione diventa sempre più disperata, mostrando i sintomi della sindrome da radiazione acuta: mal di testa e brividi, vomito e diarrea, le gengive sanguinano e trovano sangue nelle feci, entrambi hanno lividi blu che scambiano per vene varicose, perdita dei capelli. Da quel momento, Hilda insiste per tornare nel rifugio in attesa di aiuto che però non arriverà mai.
Il libro si conclude in una notte cupa, quando Hilda chiede a Jim, ormai privo del suo ottimismo, di pregare. Lui inizia a recitare il Salmo 23, rendendola felice. Ma dimenticando le parole, passa a recitare The Charge of the Light Brigade, il cui tono militarista e ironico sconvolge la morente Hilda, che debolmente gli chiede di fermarsi. Infine, la voce di Jim svanisce mentre pronuncia l’ultima frase: “... cavalcarono i Seicento...”.
I sacchi di patate di carta in cui si sono avvolti si scuriscono, simboleggiando la perdita di coscienza, il deterioramento fisico e infine la loro morte.

## Adattamento cinematografico
Nel 1986, Quando soffia il vento è stato adattato in un film d'animazione a tecnica mista diretto da Jimmy T. Murakami. Il film mantiene lo stesso tono del fumetto originale e include la musica di Roger Waters (ex membro dei Pink Floyd), David Bowie e Hugh Cornwell. L'adattamento ha ricevuto recensioni miste, ma è stato elogiato per la sua abilità nel trasmettere il messaggio originale di Briggs attraverso un diverso medium visivo.

## Temi
Il fumetto affronta temi come la vulnerabilità umana, l'innocenza, la guerra e le sue conseguenze, nonché la disconnessione tra la realtà e le informazioni fornite dai media. L'opera di Briggs è un potente monito sulla fragilità della vita e sull'importanza della preparazione e della consapevolezza in un mondo segnato da conflitti e tensioni.